# Vasdeano
Vasdeano (Vashdean) foi um nobre ativo no Principado da Ibéria no século VII.

## Vida

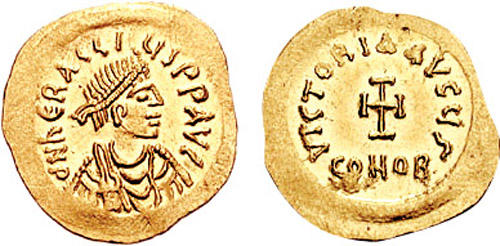
Tremisse de Heráclio r.

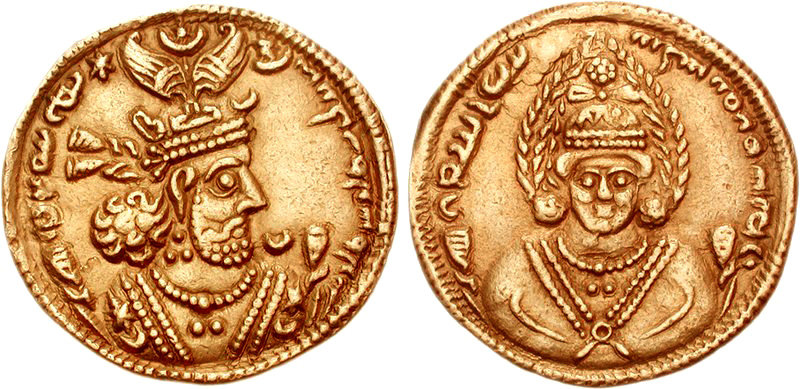
Dinar de r.

Sua existência é atestada apenas na História de Taraunitis de João Mamicônio, obra considerada não fiável, e autores como Christian Settipani põe questiona sua existência. Aparece no reinado do imperador Heráclio (r. 610–641), quando foi à corte do xá Cosroes I (r. 590–628) em Ctesifonte junto de Vaanes III e seu filho Tigranes I. Quando Tigranes alia-se a Heráclio, Vasdeano vai a Cosroes e diz: "Tigranes te traiu e se juntou aos bizantinos. Agora mande 8 000 cavaleiros para Vananda e eu o entregarei a você." O xá enviou 5 000 soldados para Vasdeano que escreveu carta a Tigranes: "Você agravou Cosroes com sua migração. Mas venha e vamos nos consultar sobre o rei." Assim que Tigranes leu a carta, chegou outra do filho da irmã de Vasdeano, Hamã, informando-o da traição diante dele. Ele imediatamente escreveu uma carta para Vasdeano repreendendo-o por sua trama.
Vasdeano ficou zangado e cortou os pés e mãos de Hamã. Então, tomando os persas, Vasdeano cruzou o rio Chorox e foi a cidade de Hamã, chamada Tambur, que ele atacou com fogo e espada e escravizou. O bispo da cidade, Mangno, amaldiçoou severamente o príncipe e Vasdeano ordenou aos persas que matassem os sacerdotes da igreja chamada Santo Sião. O bispo orou em silêncio a Deus para pedir apenas que a cidade se transformasse em um deserto e uma ruína e que, por toda a eternidade, ninguém residisse ali. Ele se jogou no altar e os persas o sacrificaram no Pentecostes antes que a missa fosse oferecida a Cristo. No dia seguinte houve um aguaceiro e Vasdeano foi consumido pelo fogo quando ele se sentou perto dos portões da cidade de Tambur.